# Carlos Bravo
Carlos José Bravo López (Caracas, 25 luglio 1973) è uno schermidore venezuelano, specializzato nella sciabola.

## Palmarès
In carriera ha conseguito i seguenti risultati:
- Giochi Panamericani:

Mar del Plata 1995: bronzo nella sciabola individuale.
Santo Domingo 2003: argento nella sciabola individuale ed a squadre.
- Campionati Panamericani:

2007: bronzo nella sciabola individuale.